# Брацлав
Бра́цлав (Браслав) — селище в Україні, у Тульчинському районі Вінницької області, розташоване на річці Південний Буг, колишній центр Брацлавського воєводства. Населення: понад 5 тис. осіб.

## Назва
Давня назва міста: місто Св. Петра, Браслав або також Брацлава.

## Герб

Перший герб Брацлава — Святий Петро з ключем, було скасовано в 1792 році.
Герб Брацлавшини з 1569 року
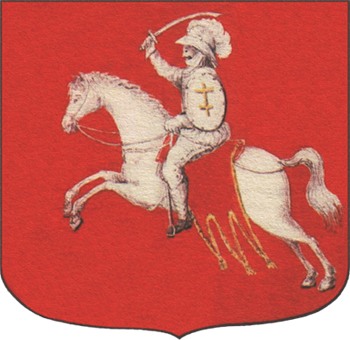
Погоня литовська 1780-1789 рр.

- Другий герб мав замок на горі з трьома вежами, з яких середня була зруйнована.
- Третій сучасний герб.   - Перший герб
  - Герб Брацлавшини з 1569 року
  - Погоня литовська 1780-1789 рр.

## Хоругва
Корогва Брацлавшини XVI ст.: Св. Юрій

## Археологічні дані
1898 року на території замчища знайдено гранітну молот-сокиру.
1888 року біля підніжжя старого замку знайдено гробницю зі скелетами людини і коня, уламки шаблі, мідну чашу.
1887 року на слободі Недільського знайдено скарб із 742 срібних і мідних монет XVII ст. — польських і шведських.
1892 року на Пархіловці знайдено скарб із 34 срібних монет XVI—XVII ст. — німецьких, голландських, польських.
Біля Брацлава 1845 року знайдено скарб із 80 старих римських монет імператора Адріана, Антоніна, М. Аврелія, Л. Бера, Коммода, Севера.

## Історія
Стара назва міста — Браслав або Брацлава, місто святого апостола Петра. Брацлав згадується в літописах вже у XII ст.
Брацлавська фортеця протягом тривалого часу була центром історичних подій, своєрідним символом у боротьбі за Східне Поділля.

### У складі Великого Князівства Литовського
Почалась ця боротьба в середині XIV ст. з приходом сюди військ князя Ольгерда і розтягнулась на декілька століть. Небожі Ольгерда — князі Коріатовичі (див. Федір Коріятович) — серед перших подільських замків наказали вибудувати твердиню на Бузі. Трапилась ця подія на початку 60-х років XIV  сторіччя,
1395 р. інший литовський князь Вітовт завоював Поділля, відібрав брацлавський замок у Федора Коріатовича і віддав його Дмитру Корибуту разом з Вінницею, Соколом, Крем'янцем.
1442 р. Федір Острозький відібрав у князя Свидригайла все Поділля, а також Брацлав, Смотрич, Скалу та інші подільські замки.
У 1432 році (за іншими свідченнями — у 1434) Брацлав увійшов до складу Королівства Польського, але в 40-х роках XV ст. був повернений Литві. Починаючи з кінця XV ст., брацлавська фортеця стала епіцентром військових дій у Східному Поділлі.
1463 р. місто було спалене. Старостою тоді був князь Михайло Чарторийський.
У 1478 р. «татари много зла сотворили на Подолю і около Браславлю». Місто в результаті цього набігу було спалено, замок вдалося оборонити, обороною, хоч і без успіху, займався Михайло Васильович Клеванський.
Через Брацлав проходив соляний шлях із Кочубієва на Луцьк.

### У складі Королівства Польського
Під час війни з волохами йдучи на допомогу польському королю Яну I Ольбрахту, стояв тут військовим табором великий литовський князь Олександр I Ягеллончик, тоді було відновлено замок і відбудовано місто.
Найвідомішою подібною спробою був приступ Брацлава, здійснений 1551 року кримським ханом Давлет I Ґераєм («Перекопським царем», як іменував його літопис). Місто і замок були взяті з вини старостинського намісника Богдана Слупиці. Як пише з цього приводу сучасний історик, «з багатого міста залишились лише руїни, а з людного передмістя врятувалось ледве 200 чоловік». Вся шляхта і населення були забрані в полон.
1552 р. король Сигізмунд II Август наказав укріпити замок і поставити тут велику варту. Сигізмунд II Август послав у 1552 році пушкаря Жолдака укріпити Брацлавський замок, він зобов'язався це виконати за 28 тижнів. На роботах були задіяні 60 копачів і 40 ремісників, було затрачено на все 3177 злотих. Незважаючи на це, місто постійно руйнували татари, тому 1554 р. сеймики, суди та земські справи були перенесені до Вінниці. Від цього часу почався занепад міста.
Люстрація 1552 року. Замок знаходився між двома ярами, з однієї сторони яром Богу і з іншої — яром Пацовки. Замок знаходився на пагорбі — був кам'яний. Великий міст через Бог був збудований коштом зем'ян і міщан. 1552 р. старостою Брацлава був Корецький. Осель на той час було 730 , 7 грецьких церков, 1 костел. До замку належала рілля, на якій росло всіляке збіжжя та на дібровах вигодовувалася худоба, оленів, зубрів та лосів знаходилось тоді тут досить.
1616 р. старостою Брацлава був Валентій Александер Калиновський. В місті знаходилося 500 міських будинків, 40 шляхетських будинків, 5 будинків попівських, 18 жидів. 1606 р. на ґрунтах брацлавських було засновано містечко — Мацоха, яке мало 150 осель. Після Валентія Александра старостою був його син — Марцін (Мартин) Калиновський.
1654 р. відбулася битва між козаками у складі 12 тисяч під проводом Зеленіцького, Івана Богуна, Пушкаренка та з іншої сторони київського каштеляна Стефана Чарнецького та шляхтою. Козаки висадивши замок в повітря, зруйнували міст та спалили місто.
Брацлавські каштеляни
- Андрій князь Капуста, гербу власного
- Михайло Вишневецький, гербу власного
- Василь Загоровський г. Вреби
- Олександр Семашко гербу Лебідь
- Григорій кн. Сангушко, гербу власного
- Микола Семашко г.Лебідь (пом 1618)
- Ян Харленський г. Бонча пом (1625)
- Бартоломій Бадлібовський г. Дрия
- Гаврило Стемпковський г. Юноша (1628)
- Стефан Стемпковський (1662)
- Стефан Ледуховський г. Шалава
- Франциск Кориціньський г. Топор
- Вацлав Гулевич г. Новина
- Станіслав Конєцпольський г. Побог
- Ян Менціньський г. Порай
- Рафал Сарбієвський г. Правдич (пом 1715)
- Н. Оборський г. Рох (пом. 1728)

### У складі Речі Посполитої
За умовами Люблінської унії 1569 — у складі Речі Посполитої

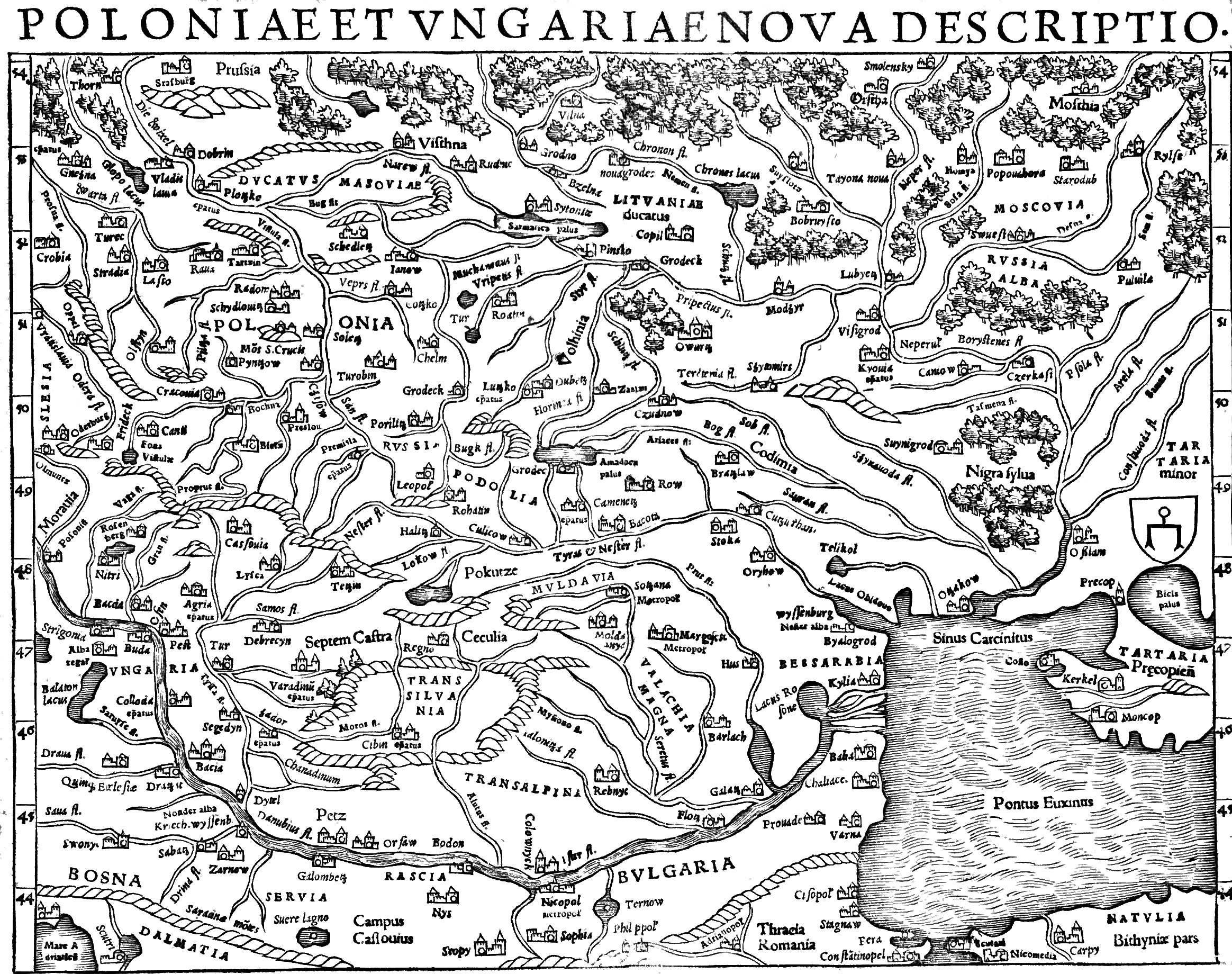
Брацлав на мапі 1554 р.

У 1564 році одержав магдебурзьке право.
У 1569 році Брацлавщина стала Брацлавським воєводством у складі Речі Посполитої, Брацлав став центром воєводства.
У 1594 році сталося Брацлавське повстання. Під стінами брацлавського замку повстанці Северина Наливайка, яких підтримав місцевий війт Роман Тишкевич, напали на шляхетський табір і перебили немало «урядовців» Речі Посполитої.
Через 4 роки Брацлав втратив статус воєводського центру, ці функції перешли до Вінниці.

### Хмельниччина
Брацлавський замок відіграв неабияку роль в роки Визвольної війни Українського народу. Важко навіть перерахувати всіх історичних діячів, у той чи інший спосіб причетних до його історії в цей період. Серед них гетьмани Іван Виговський, Юрій Хмельницький, Павло Тетеря, Петро Дорошенко, полковник Данило Нечай, кошовий отаман Іван Сірко, молдовський господар Дука і багато інших.
Згідно з міждержавними угодами другої половини XVII ст. більша частина Брацлавщини повинна була залишатись незаселеною. Замкові укріплення Брацлава тим часом занепадали.
25 серпня 1671 місто складалося з 2 частин. Нижнє місто було на полі і укріплене невеликим земляним валом і верхнє місто не дуже велике на вершині найвищого пагорба, по-козацьки сильно укріплене, з північної частини р. Буг, на сході глибока долина і на заході між нижнім і верхнім містом було широке озеро, з півдня по площині місто було укріплене земляним валом, ровом, та палісадом, якнайкраще фортифіковано. В місті було багато населення, у верхньому місті була одна церква і в нижньому 3, всі грецькі. Населення тільки козаки (українці). Нижнє місто піддалося нападу татар, які були тут розбиті, а решта втекли (за Ульріхом фон Вердумом).

### У складі Османської імперії
1672 року Брацлав разом з Поділлям відійшов до Османської імперії, але уже через три роки був повернутий. 1674 року польський король Ян III стояв під Брацлавом цілу зиму, незважаючи на сувору зиму в ту пору; татарський хан, стягнувши сюди багато війська, протримався, але після нападу на замок його було вигнано, а Брацлав повернуто.

### У складі Речі Посполитої
Брацлавське староство отримав на 50 років князь Калікст Понінський, а потім віддав його Тадеушу Козловському.
1711 року Брацлав без бою було зайнято армією гетьмана Пилипа Орлика під час його походу на Правобережжя проти московської влади.
У 1711–1712 роках за наказом московської влади більшу частину козаків та цивільних мешканців міста було силою переселено на Лівобережжя.
Люстрація 1789 року описує вже нове місто. Резиденція дерев'яна, покрита ґонтом. На новому місці 26 єврейські будинки, крамниця, божниця, лазня. У Чернишівці — 53 оселі, Слобідка — 30, Пархилівка — 19, Павликівка — 16; 3 млини, солеварний майдан на 3 котли, фарний дерев'яний костел, шпиталь, 2 церкви. 
До Брацлавського староства належало 21 село.

### У складі Російської імперії
З 8 квітня 1793 року анексоване Російською імперією.
Наприкінці 19 ст. місто було дерев'яним, погано забудованим, постійно тут виникали пожежі: у 1810 — 3 рази, 1811 — 7, 1821 — 10. Місто колись було великим — до міста Мацохи. Видно було сліди давніх валів та рештки замку готичної архітектури. На пагорбі над Бугом при впадінні р. Пацовки було старе місто, де було 730 будинків, 7 церков і 1 костел. Мешканців тоді було 5344 осіб. В місті було 5 молитовних будинків та синагог, свічкова фабрика, броварня, гарбарня, аптека, 2 лікарі, 12 мурованих будинків і 618 дерев'яних.
Брацлавський замок ледь не відбудували в XIX столітті, коли імператор Микола І віддав відповідне розпорядження. Брацлав, який розташовувався на перетині стратегічних шляхів, зацікавив імператора; у 1832 році навіть був виконаний план майбутнього замку, проте цьому проєкту не судилось здійснитись. Від старого ж замку до наших днів не залишилось нічого.

### Визвольні змагання 1917—1921 років
7 (20) листопада 1917 року, відповідно до Третього Універсалу Української Центральної Ради, місто увійшло до складу Української Народної Республіки. 
У серпні 1919 року місто було звільнене від більшовицьких військ частинами Армії УНР під командуванням Юрія Тютюнника. У вересні 1919 року Другий корпус УГА (командир — полковник Арнольд Вольф) вів успішні бої проти денікінських військ у районі Брацлава (також Липівця, Немирова, Гайсина).
20 жовтня 1919 року в напрямку Брацлав — Монастирище наступали частини ІІ-го Корпусу УГА спільно з частинами генерала Антіна Кравса. Місто було взяте, двічі червоні війська його відвойовували. 28 жовтня місто було взяте частинами УГА (при допомозі Бригади Українських січових стрільців).

### Період Відновлення Української Державності
Після проголошення 24 серпня 1991 року підтверджене результатами Всеукраїнського референдуму 1 грудня 1991 р. Брацлав — у складі України.

## Населення
Динаміка чисельності населення
- 1897 — 7 863
- 1926 — 7 791
- 1939 — 3 974
- 1959 — 3 964
- 1989 — 6 386
- 2012 — 5 631

У місті здавна жило багато євреїв. У 1596 році, під час повстання Наливайка, відбулися вбивства євреїв. 1648 року козаки відбили місто в Мартина Калиновського і знищили всіх євреїв. У 1664 році московити вирізали поляків і євреїв. У 1895 році у місті налічувалося 2460 євреїв. Вони мали синагогу і шість молитовних будинків.
У 1926 р. у місті проживало 3902 українців (49,8 %), 1840 євреїв (23,5 %), 1808 росіян, переважно старообрядців (23,1 %) та 247 поляків (3,1 %).
У 1939 р. у місті проживало 2411 українців (60,7 %), 1010 євреїв (25,4 %), 359 росіян (9,0 %) та 164 поляки (4,1 %)
За переписом 2001 р. українці становили бл. 90 % населення, росіяни — бл. 7 % населення, поляки — бл. 1 %.

### Мова
Розподіл населення за рідною мовою за даними перепису 2001 року:
| Мова            | Кількість | Відсоток |
| --------------- | --------- | -------- |
| українська      | 5530      | 91.66%   |
| російська       | 487       | 8.07%    |
| румунська       | 5         | 0.08%    |
| вірменська      | 5         | 0.08%    |
| єврейська       | 4         | 0.07%    |
| болгарська      | 1         | 0.02%    |
| інші/не вказали | 1         | 0.02%    |
| Усього          | 6033      | 100%     |

## Релігія
- Костел Матері Божої святого скапулярію[14];
- Церква Святого Миколая;
- Храм Покрови Пресвятої Богородиці (старообрядницький, 1917 р.);
- Стара синагога.

## Пам'ятники
- Пам'ятник Тарасові Шевченку на території Брацлавського технічного коледжу;
- Пам'ятник Данилові Нечаю, біля музичної школи;
- Пам'ятник Козацька могила;
- Пам'ятник воїнам, загиблим у роки Великої Вітчизняної війни;
- Пам'ятник польовій кухні;
- Пам'ятник братська могила розстріляних євреїв.

## Транспорт
У 1961 році Новомиргородською ШЕД-722 до Брацлава прокладено автотрасу Черкаси — Умань — Гайсин — Брацлав /317 км/ під керівництвом інженера-шляховика Степана Кожум'яки.

## Відомі люди
- Антонов Пилип Іванович (1886 — ?) — український громадський діяч у Харбіні (Китай).
- Волошенюк Іван Степанович — письменник, заслужений журналіст України.
- Горська Розалія Григорівна (1891—1984) — співачка.
- Любинська Клавдія Володимирівна — член Української Центральної Ради.
- Нахман із Брацлава — засновник брацлавського (бресловського) хасидизму.
- Слободенюк Леонтій Федорович — козак 1-ї бригади 4-ї Київської дивізії Армії УНР, Герой Другого Зимового походу.

У Брацлаві народився Абрам Мейєр Лазар, дід по материнській лінії  американського співака Девіда Лі Рота, вокаліста групи Ван Хален.

## Організації
- Брацлавський навчально-виховний комплекс. Офіційна сторінка в Інтернет https://www.bnvk.org.ua [Архівовано 10 січня 2016 у Wayback Machine.]

## Галерея

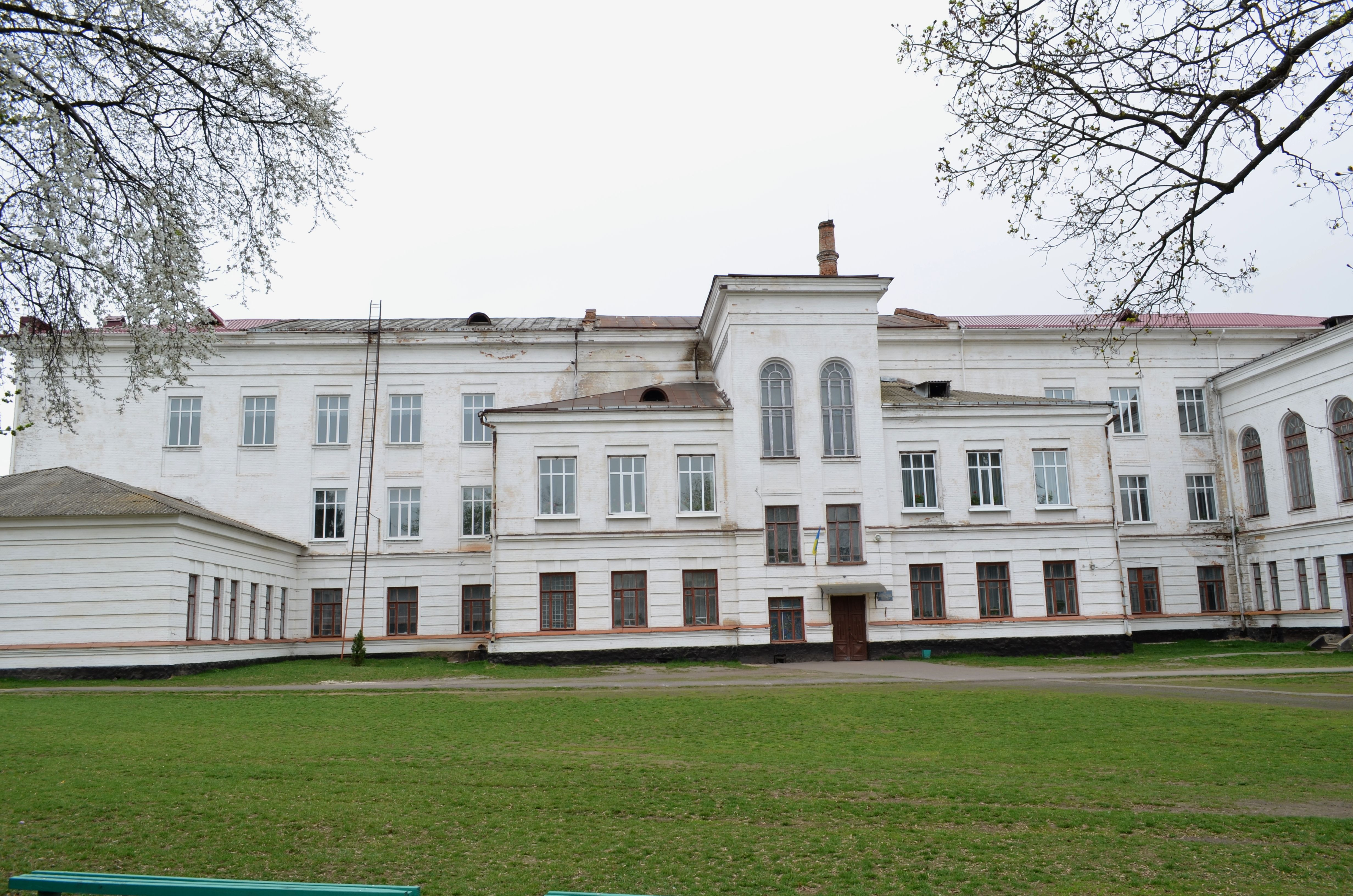
Будинок гімназії
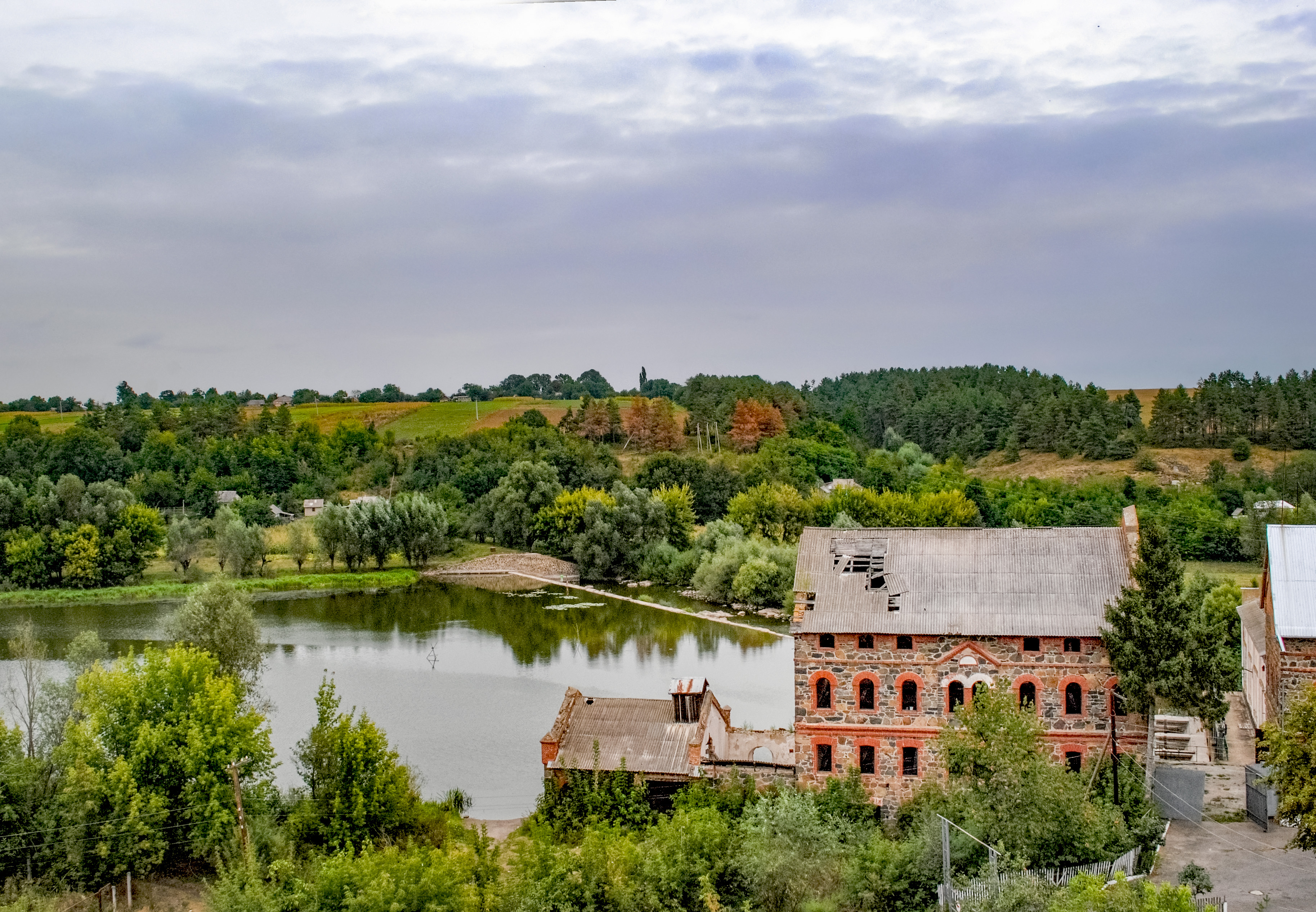
Вид з єврейського кладовища на млин Солітермана
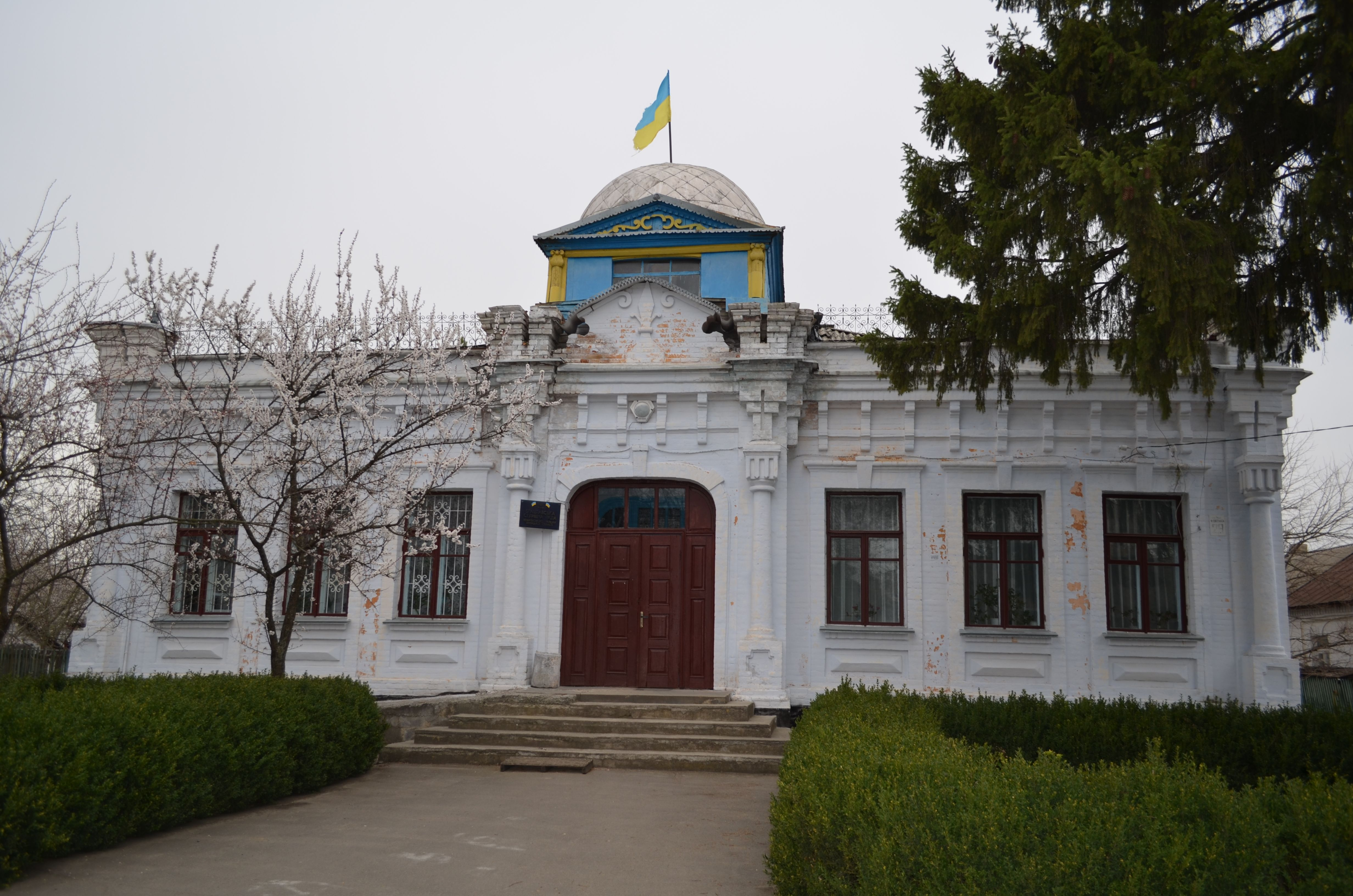
Брацлавська селищна рада
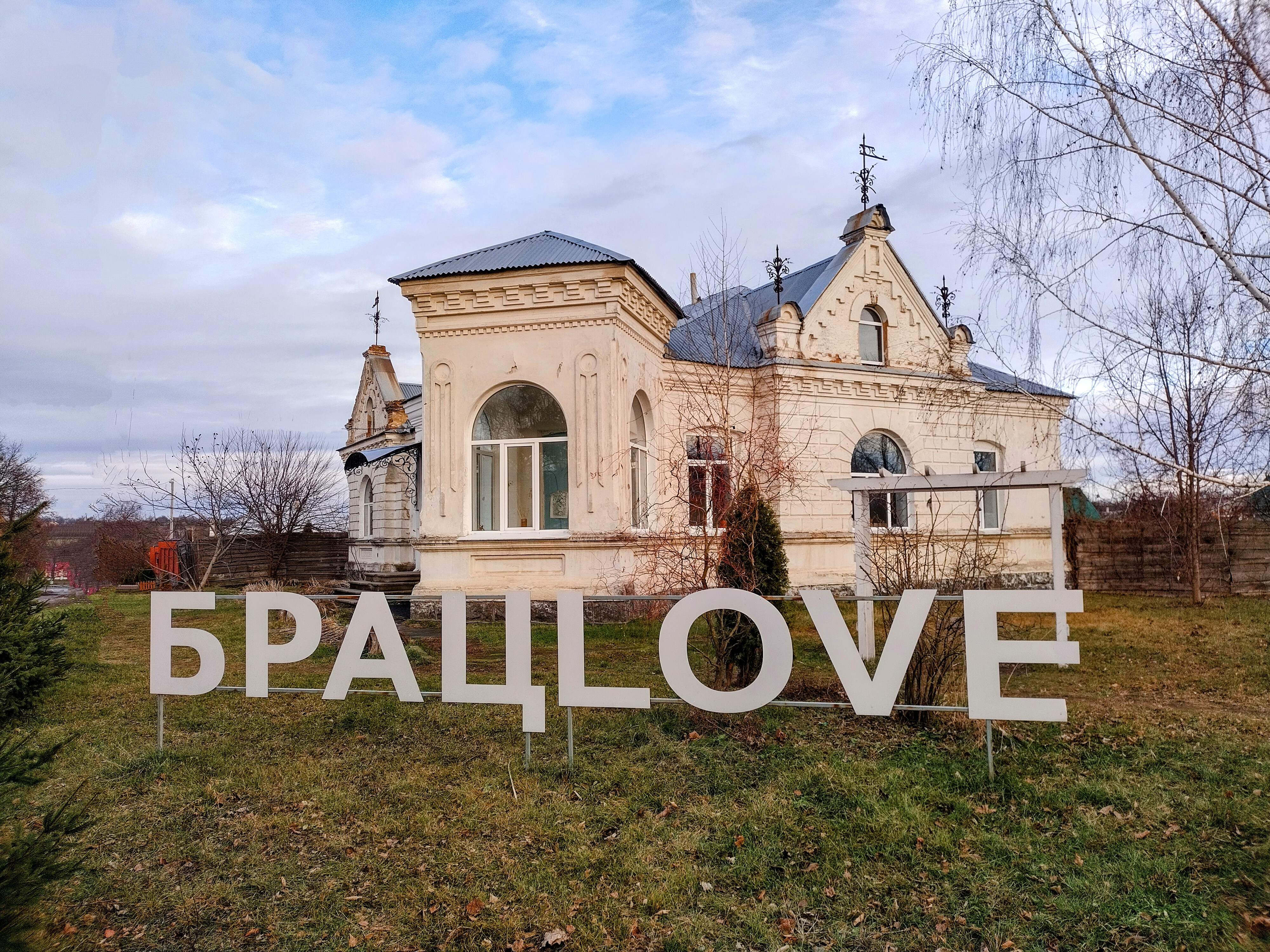
Арт-об'єкт "БРАЦLOVE" біля музичної школи
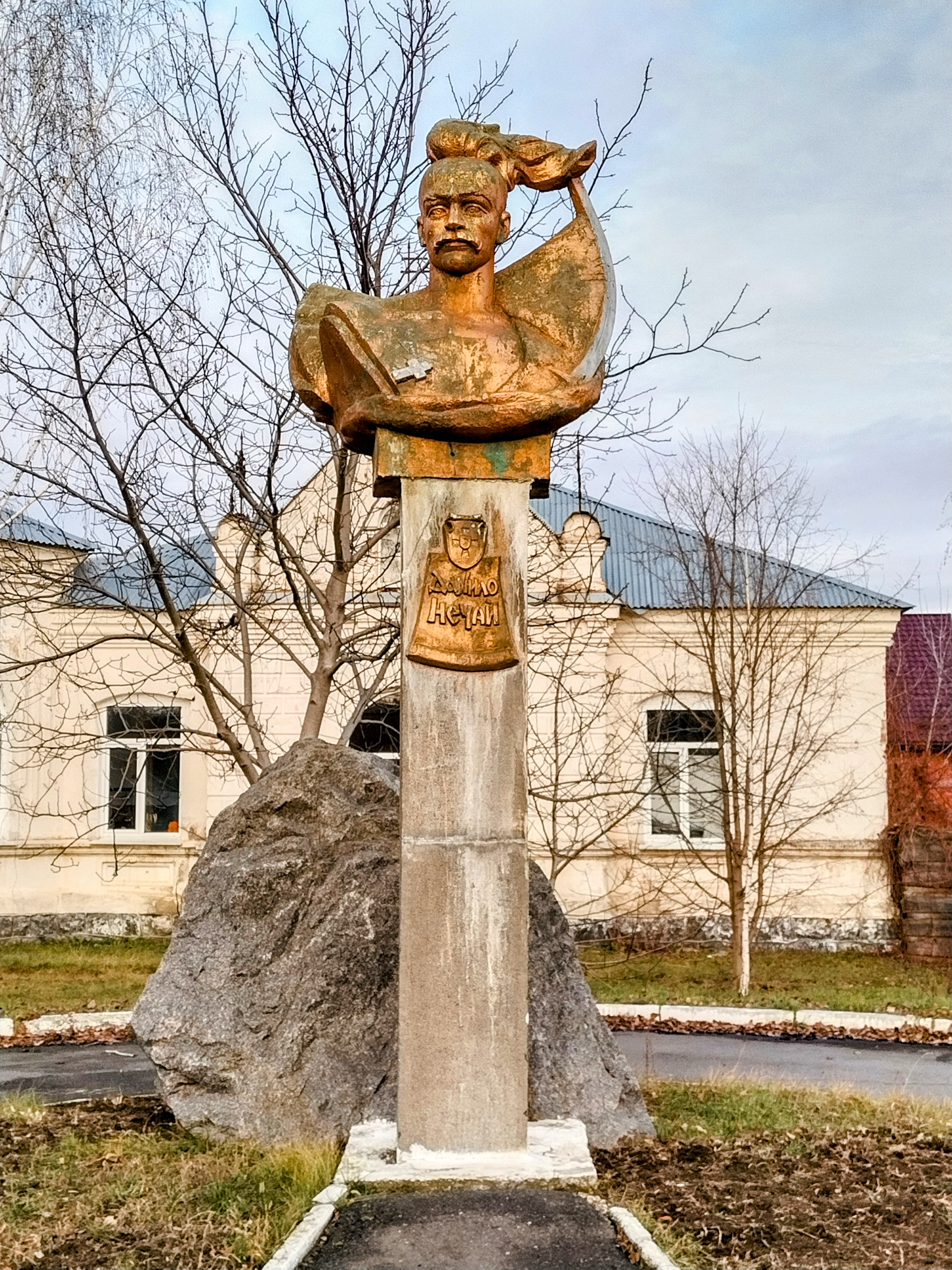
Пам'ятник Данилові Нечаю
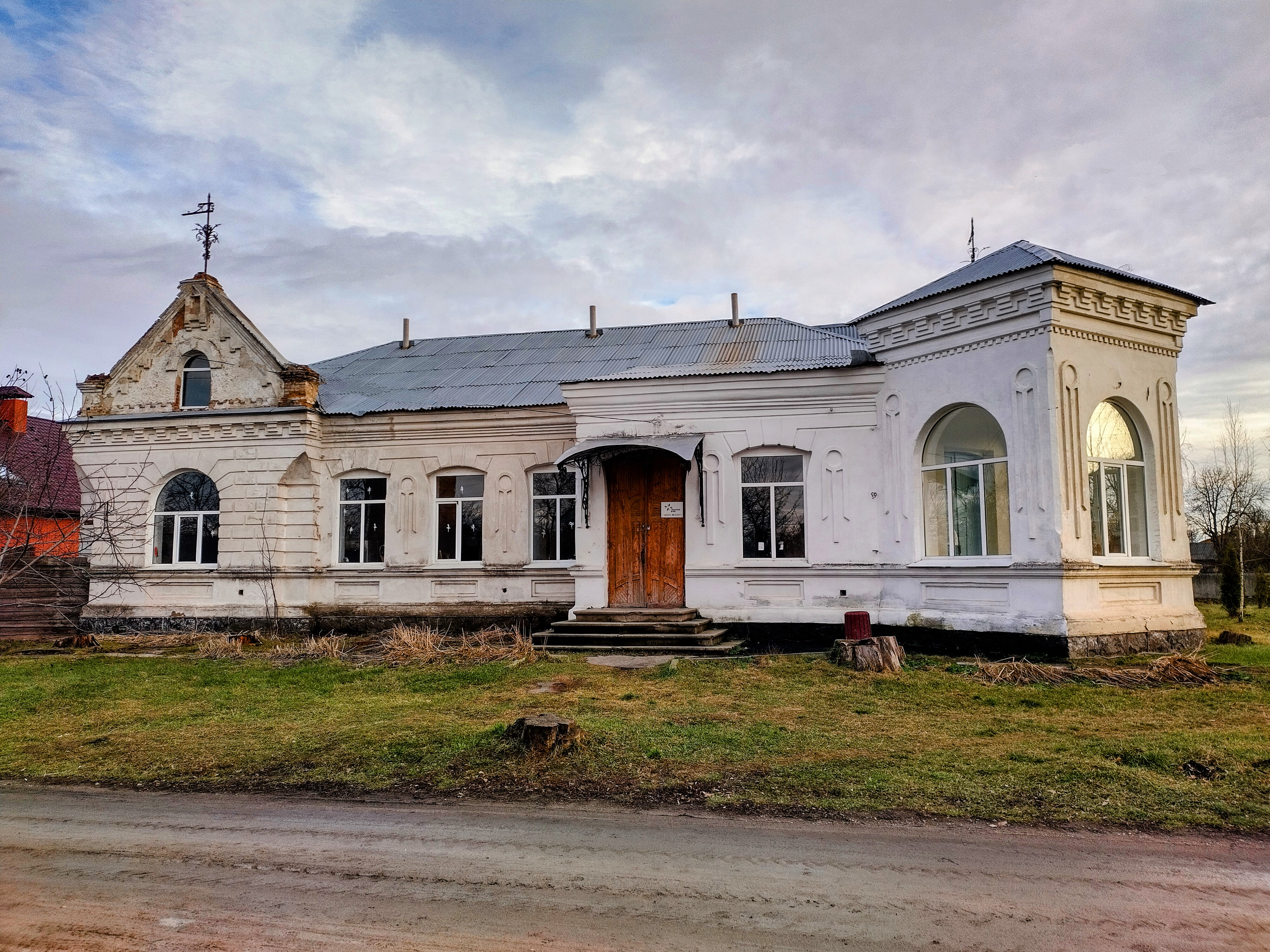
Колишній особняк Шойхета
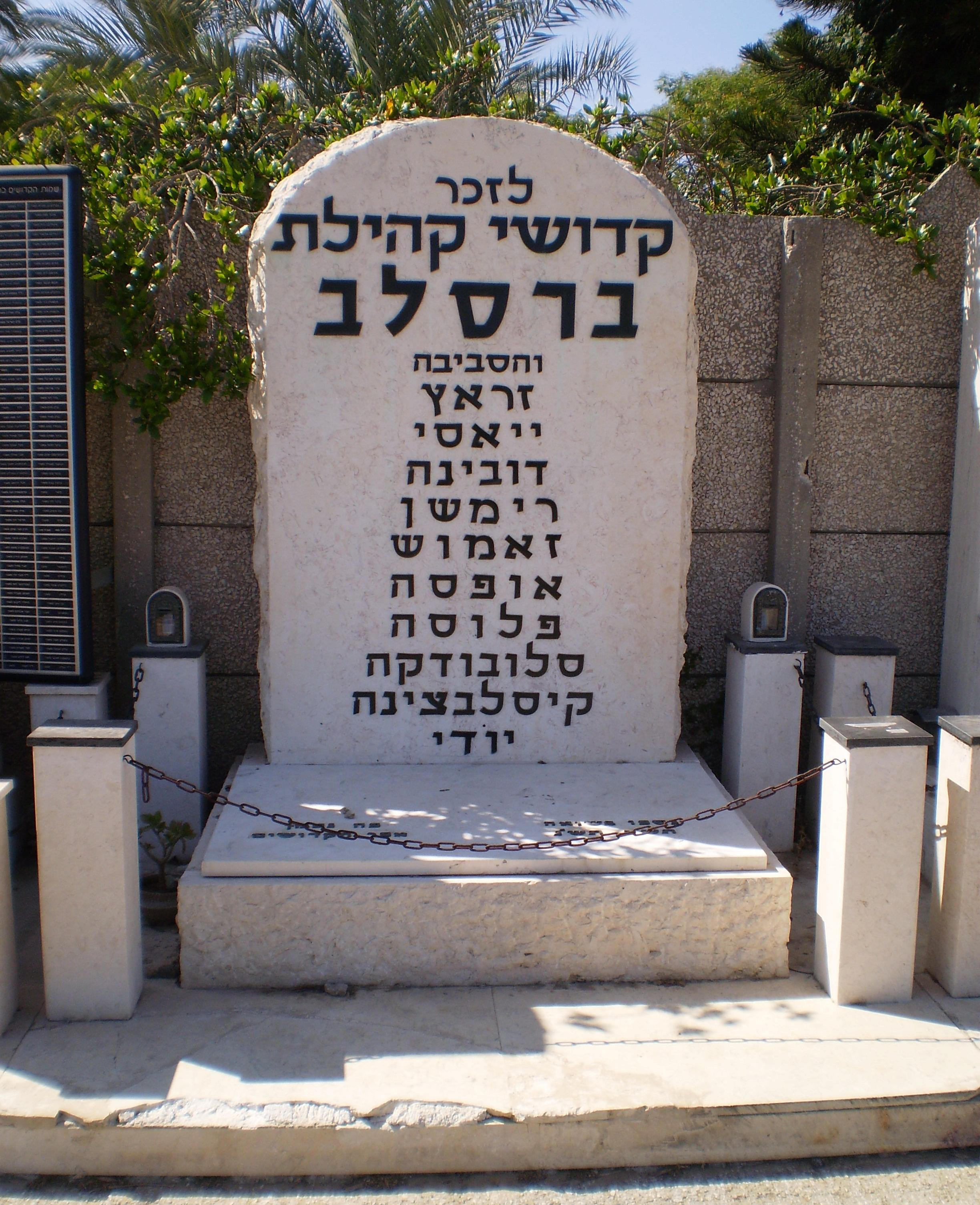
Меморіал присвячений містянам - жертвам Голокосту (Холон, Ізраїль)